# Pico Turquino
Pico Turquino är ett berg i Kuba. Det ligger i provinsen Provincia de Santiago de Cuba, i den sydöstra delen av landet. Toppen på Pico Turquino är 1 972 meter över havet.
I omgivningarna runt Pico Turquino växer i huvudsak städsegrön lövskog.